# Rio Deluganul
O Rio Deluganul é um rio da Romênia, afluente do Şaru, localizado no distrito de Suceava.